# Gene regolatore
Un gene regolatore è un gene coinvolto nel controllo dell'espressione genica di uno o più altri geni. Un gene regolatore può codificare una proteina regolatrice, o può lavorare al livello di RNA, come nel caso di geni codificanti microRNA.
Nei procarioti, i geni regolatori spesso codificano proteine repressive. Le proteine repressive si legano agli operatori o ai promotori, prevenendo la polimerasi dell'RNA dalla trascrizione dell'RNA. Di solito sono costantemente espressi in modo che la cellula abbia sempre una scorta di molecole repressive a disposizione.
Gli induttori portano le proteine repressive a cambiare forma, o altrimenti a non essere più in grado di legarsi al DNA, permettendo alla RNA-polimerasi di continuare la trascrizione.
I geni regolatori possono essere localizzati all'interno di operoni, adiacenti ad essi, o lontani da essi.
Altri geni regolatori codificano proteine d'attivazione. Una proteina d'attivazione si lega ad un sito sulla molecola di DNA e causa un aumento nella trascrizione d'un gene vicino. Nei procarioti, un esempio ben conosciuto di proteina d'attivazione è la CAP, coinvolta nel controllo positivo dell'operone lac.
Nella regolazione dell'espressione genica, sia gli attivatori sia i repressoni sono conosciuti per avere ruoli importanti.